# Shunya Yamashita
 (août 2025).
Si vous disposez d'ouvrages ou d'articles de référence ou si vous connaissez des sites web de qualité traitant du thème abordé ici, merci de compléter l'article en donnant les références utiles à sa vérifiabilité et en les liant à la section « Notes et références ».
Shunya Yamashita (山下 しゅんや, Yamashita Shun'ya), né le 15 novembre 1970 dans la préfecture de Saitama (Japon), est un illustrateur style pin-up, ses dessins donnant souvent lieu à la sculpture de figurines par d'autres artistes, et game designer japonais.

## Biographie
Il a aussi réalisé le design de certains personnages et armes pour le jeu Valkyrie Profile 2 : Silmeria entre autres.

## Œuvres
Artbook / manga
- "One Voice - Shunya Yamashita Illustrations III" (2010)
- "Wild Flower - Shunya Yamashita Illustrations II" (2008)
- "Sweet Dreams: The Art of Shunya Yamashita"
- "Vermin Road" (manga) avec Itisuki Igashi
- Comic Kairakuten Beast (couvertures du magazine Hentai)
- The art of tekken (Tekken tag tournament 2)

Jeux
- Makai Kingdom
- Final Fantasy XII
- Valkyrie Profile 2 : Silmeria
- Xanadu Next (2004)
- Lord of Vermilion (2008)
- Tekken tag tournament 2
- Tekken 7
- Xenoblade Chronicles 2 (2017) characterdesigner